# Gentianella pulla
Gentianella pulla är en gentianaväxtart som först beskrevs av August Heinrich Rudolf Grisebach, och fick sitt nu gällande namn av T.N. Ho och S.W. Liu. Gentianella pulla ingår i släktet gentianellor, och familjen gentianaväxter. Inga underarter finns listade i Catalogue of Life.